# Dhondup Wangchen
Dhondup Wangchen (geb. 17. Oktober 1974 in Qinghai) ist ein tibetischer Dokumentarfilmer, ehemaliger politischer Gefangener und Bürgerrechtler. Er tritt für die Rechte der Tibeter ein.

## Leben und Wirken
Wangchen war als einfacher Bauer tätig und besuchte nie eine Schule.
Er drehte im Winter 2007 mit einer Handkamera den 25-minütigen Dokumentarfilm Leaving Fear Behind (Die Angst hinter sich lassen), indem er durch Dörfer reiste, auf Mönche, Arbeiter und Bauern traf, sie zum Leben unter der chinesischen Führung befragte, zur Besiedelung der Region mit Han-Chinesen und zu den Olympischen Sommerspielen 2008 – und dabei in den Interviews auf keinerlei wohlwollende Reaktionen zu China traf. Das Rohmaterial des Dokumentarfilms konnte in die Schweiz geschmuggelt werden, wo Wangchens Cousin Gyaljong Tsetrin den Film fertigstellte. Der Film führte zu einer harten Reaktion der Staatsgewalt: Wangchen war mehrere Tage am Stück Folter ausgesetzt, ein Jahr lang verschleppt, saß sechs Jahre im Gefängnis, war in dieser Zeit ständiger Zwangsarbeit – bis zu 16 Stunden täglich – ausgesetzt und wurde erst 2014 entlassen, stand jedoch weiterhin unter ständiger Überwachung und massiven Einschränkungen.
Im Jahr 2017 gelang ihm die Flucht aus Tibet, er lebt seither im Exil.
Er gilt mittlerweile als Mahner und berichtet von seiner Geschichte: seinem Dokumentarfilm über das Leben der Tibeter unter Chinas Herrschaft, seiner Folterung, Inhaftierung und Flucht. Er setzte sich im Vorfeld für einen Boykott der Olympischen Winterspiele 2022 in Peking ein. Er sagte:

„Es bleibt so unfassbar wichtig, die Lage nicht zu vergessen angesichts der unfassbaren Dinge, die in China passieren. Es ist schwer, aber wir müssen dranbleiben, wir alle haben die Verantwortung. Und irgendwann wird sich eine Möglichkeit zur Veränderung geben.“

Im Jahr 2012 erhielt er für sein Wirken den CPJ International Press Freedom Awards und 2014 den Václav-Havel-Preis für kreativen Dissens.